# Insa

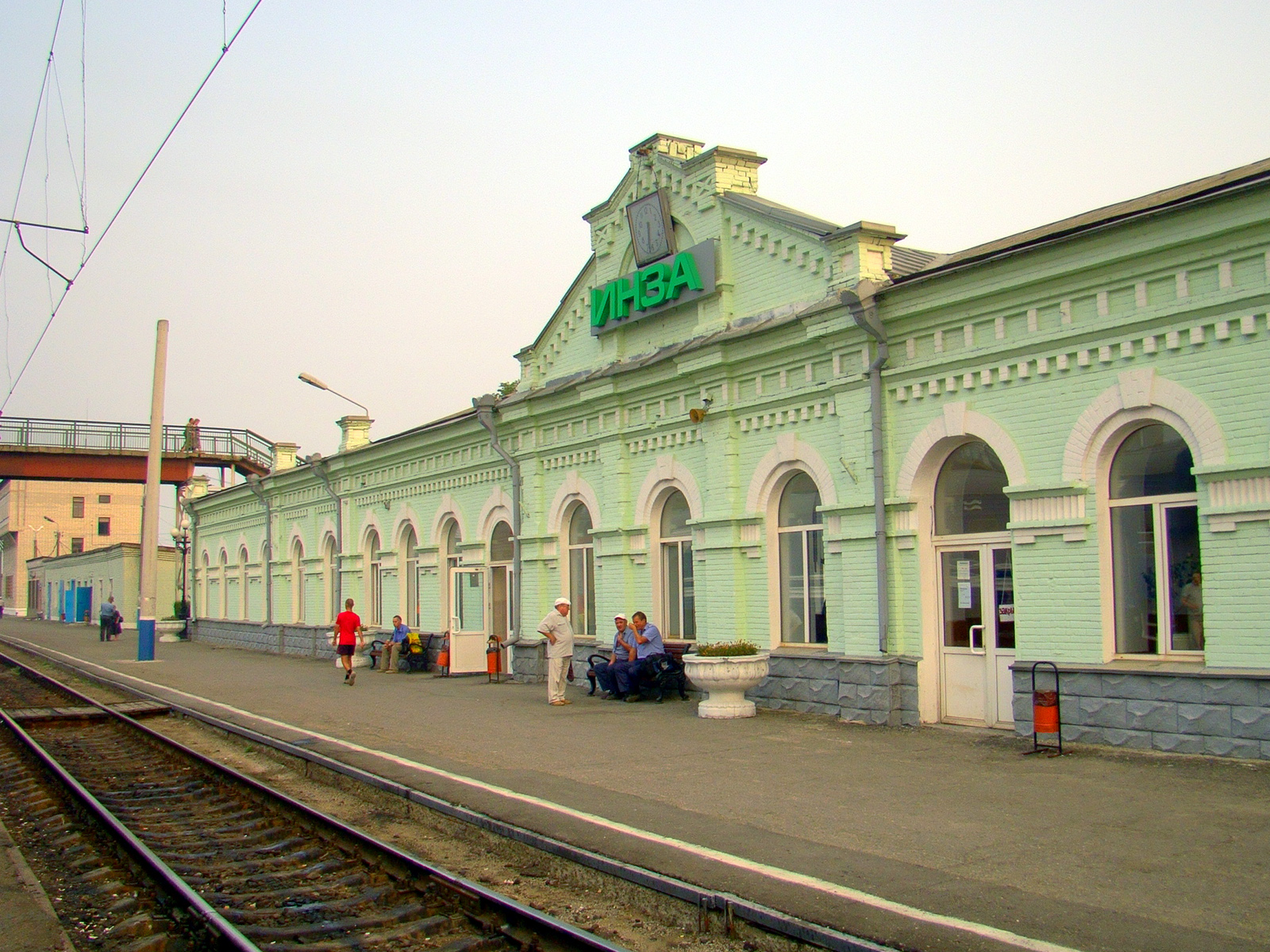
Bahnhof Insa

Insa (russisch Инза) ist eine Stadt in der Oblast Uljanowsk (Russland) mit 18.803 Einwohnern (Stand 14. Oktober 2010).

## Geografie
Die Stadt liegt auf der Wolgaplatte etwa 170 km südwestlich der Oblasthauptstadt Uljanowsk am Flüsschen Sjuksjum (auch Sjuksjumka) unweit seiner Mündung in die Insa im Flusssystem der Wolga.
Insa ist Verwaltungszentrum des gleichnamigen Rajons.
Die Stadt liegt an der Eisenbahnstrecke (Moskau–) Rjasan–Rusajewka–Sysran (–Samara; Streckenkilometer 727 ab Moskau), von der hier die Strecke nach Uljanowsk abzweigt.

## Geschichte
Insa entstand 1897 als Stationssiedlung beim Bau der neuen, kürzeren Eisenbahnstrecke Moskau–Samara, die Teil der ursprünglichen, südlichen Linienführung der Transsibirischen Eisenbahn wurde (Fertigstellung der Strecke nach Uljanowsk, damals Simbirsk, 1898; der durchgehenden Strecke nach Samara 1900). Der Name nach dem nahen Fluss wurde vermutlich vom ersja-mordwinischen insejen für Himbeere abgeleitet.
1938 (nach anderen Angaben bereits 1926) erhielt Insa den Status einer Siedlung städtischen Typs und 1946 das Stadtrecht.

### Bevölkerungsentwicklung
| Jahr | Einwohner |
| ---- | --------- |
| 1939 | 14.237    |
| 1959 | 18.612    |
| 1970 | 19.060    |
| 1979 | 20.320    |
| 1989 | 23.509    |
| 2002 | 20.288    |
| 2010 | 18.803    |

Anmerkung: Volkszählungsdaten

## Kultur und Sehenswürdigkeiten
Hauptsehenswürdigkeit ist der Ende des 19. Jahrhunderts entstandene, fast original erhaltene Bahnhofskomplex mit Empfangsgebäude, Depot, Krankenhaus usw.

## Wirtschaft
In Insa befindet sich das größte Werk Russlands zur Herstellung von Thermoisolationsmaterialien aus in der Nähe geförderten Diatomiten. Daneben gibt eine Zementfabrik sowie Betriebe der holzverarbeitenden, Textil- und Lebensmittelindustrie.